# Cabo bifilar
Um cabo bifilar é uma linha de transmissão na qual a distância entre dois condutores paralelos é mantida constante graças a um material dielétrico. O mesmo material que mantém o espaçamento e o paralelismo entre os condutores serve também de vaina.
A impedância característica do cabo bifilar depende exclusivamente do dielétrico, do diâmetro dos condutores e da distância entre eles. A impedância é maior quanto mais aumenta a distância entre condutores.
- No caso de antenas Yagi para recepção de televisão, a impedância típica da linha de transmissão é de 75Ω.
- No caso de antenas para radioaficionados, a impedância típica da linha de transmissão é de 300, 450 ou 600Ω.

Os cabos bifilares têm um coeficientes de velocidade que depende do dieléctrico da fita.
Outro parâmetro importante de uma linha bifilar é a constante de enfraquecimento, expressada em dB/m, que descreve a perda de potência transmitida por metro linear de cabo.
Os cabos bifilares perfeitos não irradiam, já que os campos magnéticos dos condutores paralelos são de sentido oposto; ao cancelar-se, não emitem radiação electromagnética.

## Cálculo da impedância característica de um cabo bifilar
{\displaystyle Z_{0}={\frac {120}{\sqrt {r}}}\cosh ^{-1}{\frac {S}{d}}}
A fórmula para calcular a impedância de cabos nus (equivale a usar o ar como dieléctrico):
{\displaystyle Z_{0}=276\log _{10}{\frac {2S}{d}}}
A fórmula para calcular a distância entre condutores de uma linha escada é:
{\displaystyle S\approx 10^{\frac {83-276\log _{10}d-Z_{0}}{-276}}}
Onde:
- Z0 = Impedância.
- S = Distancia entre condutores, de centro a centro.
- d = Diâmetro do condutor.
- r = Constante dielétrica efectiva (Ar = 1,00054).

A relação entre S e d é um número adimensional, portanto, as suas unidades devem ser as mesmas.

## Aplicativos tecnológicos dos cabos bifilares

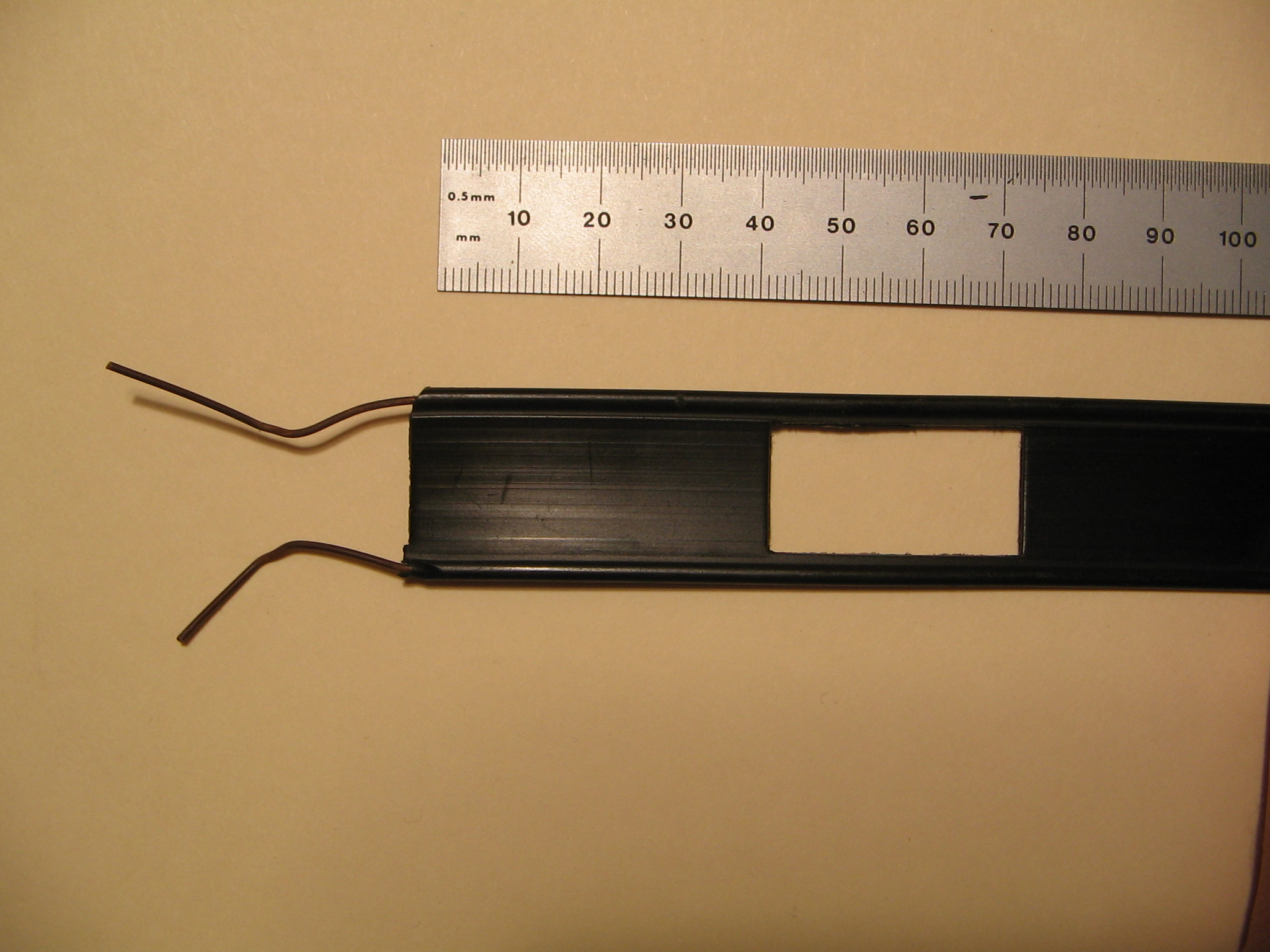
Linha escada.

Os cabos bifilares são utilizados como linhas de transmissão simétricas entre uma antena, e um transmissor ou receptor. Sua principal vantagem reside em que as linhas de transmissão simétricas têm perdas de uma ordem de magnitude menores que as linhas de transmissão coaxiais.
Os cabos bifilares a dielétrico sólido sofrem mudanças na sua impedância quando se deposita gelo ou chuva sobre eles. Para evitar a influência destas mudanças meteorológicas, alguns modelos apresentam buracos no dieléctrico, o que equivale ao substituir por ar como dieléctrico. Isto aumenta o coeficiente de velocidade, e diminui a sensibilidade às mudanças de impedância; chama-se as "linhas escada".
Os cabos bifilares não são linhas paralelas perfeitas. Por essa razão, os objetos vizinhos influem na propagação do sinal na linha.
O dielétrico sólido tem perdas, que se agregam à resistência óhmica dos condutores e às perdas por radiação.